# Conflit de Caprivi
Le conflit de Caprivi est un conflit armé qui opposa le gouvernement namibien au Caprivi Liberation Army, un groupe de rebelles voulant l'indépendance de la bande de Caprivi.

## Contexte
La bande de Caprivi est située au nord-est de la Namibie et est principalement habitée par les Lozis. Les pays limitrophes que sont la Zambie, l'Angola et le Botswana sont également habités par le même peuple.
Le gouvernement namibien accuse le groupe séparatiste CLA d'être un allié du mouvement rebelle angolais UNITA. Ce dernier est très impopulaire en Namibie, car il a aidé l'Afrique du Sud à combattre la SWAPO lors de la guerre civile angolaise et est donc considéré comme un ennemi d'État.
Une des causes du conflit est surement une ancienne lutte de pouvoir entre  Mishake Muyongo , le meneur du CLA, et les dirigeants du Swapo durant son exil en Angola. En juillet 1980, Muyongo est évincé du poste de vice-président du Swapo au prétexte d'être impliqué dans des activités illégales et d'être en faveur de l'indépendance de la région. Il est donc détenu en Zambie et en Tanzanie. Une purge contre les habitants de la Caprivi est également effectuée par le Swapo.
Après son retour en Namibie en 1985 Muyongo forme le United Democratic Party (UDP, parti démocratique uni) qui rejoint l'Alliance démocratique de la Turnhalle (DTA). Il est le président de la DTA de 1991 à 1998, quand il est exclu à cause de son soutien aux séparatistes.

## Déroulement du conflit
La Caprivi Liberation Army est formée en 1994. Son but est l'indépendance de la bande de Caprivi.
En octobre 1998, la force de défense namibienne avec le soutien des Special Field Force (en) découvre et attaque un camp d'entraînement de la CLA. Plus de 100 membres armés de la CLA et 2 500 civils fuient en direction du Botswana. Parmi les réfugiés, on retrouve les meneurs de la CLA, à savoir Mishake Muyongo et Mafwe (en) Chief Boniface Mamili. Les deux se voient garantir le droit d'asile au Danemark. La Namibie demande alors en vain le rapatriement des rebelles. Le président Sam Nujoma déclare que les rebelles sont des « traîtres et des meurtriers » et demande qu'ils soient punis pour leurs crimes.
Le 2 août 1999, la CLA lance une attaque surprise contre une base de l'armée, un poste de frontière et le poste de police de Katima Mulilo, le chef-lieu de la bande de Caprivi. Elle occupe aussi la radio d'État locale. Les combats font 14 morts. L'état d'urgence est déclaré dans la province, le gouvernement arrête tous les partisans de la CLA Mishake Muyongo déclare alors que la rébellion est juste à son commencement. Cependant, la réaction du gouvernement met rapidement fin aux combats.

## Suites
En 1999, 132 participants supposés sont arrêtés et poursuivis pour haute trahison, meurtre ainsi que toute une liste de délits divers. En 2015, le tribunal exceptionnel créé pour l'occasion a reconnu coupables de haute trahison, de meurtre et tentative de meurtre 30 personnes dont l'ancien commandant du mouvement séparatiste de l'armée de libération du Caprivi, John Samboma, 
Le 7 octobre 2002, la nation Itengese coupe ses liens avec la Namibie et se déclare indépendante. Cette nation n'est cependant pas reconnue par les autres gouvernements.